# فاتوماتا کامارا
فاتوماتا کامارا (به انگلیسی: Fatoumata Camara؛ زادهٔ ۱۵ فوریهٔ ۱۹۹۶) یک کشتی‌گیر آزادکار کشور گینه است. وی سابقه حضور در المپیک ۲۰۲۰ توکیو را دارد.